# Flugplatz Lille-Marcq-en-Barœul

i7
i11
i13
Der Flugplatz Lille-Marcq-en-Barœul (französisch Aérodrome de Lille-Marcq-en-Barœul, ICAO-Code: LFQA) ist ein Flugplatz der Allgemeinen Luftfahrt. Er liegt in der Region Hauts-de-France im Département Nord im Wesentlichen auf dem Gebiet von Bondues und Wambrechies, etwa sechs Kilometer nördlich von Lille. Der Flugplatz wurde während des Zweiten Weltkriegs als Militärflugplatz genutzt.

## Geschichte
Der Baubeginn des Flugplatzes Lille-Marcq-en-Barœul erfolgte 1938/1939. Nach Besetzung der Gegend durch die deutsche Wehrmacht im Mai 1940 wurde der Flugplatz fertiggestellt und ein Standort der Luftwaffe, den diese als „Lille-Nord“ bezeichnete. Er besaß damals wie heute keine befestigte Start- und Landebahn. Der Flugplatz wurde bis Juni 1941 intensiv als Basis von Bombern genutzt.
Der erste hier stationierte Verband war das mit He 111 ausgerüstete Kampfgeschwader 53, dessen Stab den Flugplatz zwischen Ende Mai 1940 und Mitte Juni 1941 nutzte. Im Juni 1940 lagen hier daneben die He 111 von Stab, II. und III. Gruppe des Kampfgeschwaders 27 (Stab, II. und III./KG 27). Im Juni/Juli 1940 war Lille-Nord dann auch noch Stützpunkt der mit Ju 88A ausgerüsteten I. Gruppe des Lehrgeschwaders (I./LG 1).
Die II. (II./KG 53) und die III. Gruppe (III./KG 53) verlegten Mitte Juli 1940 ebenfalls nach Lille-Nord, wo sie bis Mitte Januar 1941 blieb. (Der Gruppenstab der III./KG 53 war offensichtlich im wenige Kilometer östlich gelegenen Mouvaux einquartiert, da einige Quellen diese Gemeinde als Einsatzort beschreiben. Die Existenz eines Flugplatzes in Mouvaux ist in anderem Zusammenhang jedoch nicht belegt.) Beide Gruppen flogen von hier ihre Einsätze während der Luftschlacht um England. Lille war zwischen Juni und November zusätzlich noch Standort des Stabs des Zerstörergeschwaders 26 mit einigen Messerschmitt Bf 110.
Die III./KG 53 verlegte kurz vor dem deutschen Überfall auf die Sowjetunion ebenfalls in den Osten und es verblieben nur noch zwei Staffeln der IV. Gruppe (IV./KG 53), die seit Mitte März 1941 in Lille-Nord lag, im Westen. Sie blieb hier bis November 1941.
Nach einer längeren Ruhephase wurde der Flugplatz 1943 ein Jagdflugzeug-Stützpunkt. Mitte Mai trafen für einige Wochen zwei Staffeln der III. Gruppe des Jagdgeschwaders 26 (III./JG 26) sowie die 12. Staffel des gleichen Geschwaders (12./JG 26) in Lille ein; sie waren mit Bf 109G ausgestattet. Der nächste und letzte Luftwaffenverband war von Anfang September bis zum Beginn der alliierten Invasion in der Normandie der Stab des gleichen Geschwaders, der einige Fw 190A im Bestand führte.
Ab Ende August 1943 wurde der Flugplatz auch wiederholt von amerikanischen Bombern angegriffen.
Nach Einnahme der Gegend durch die Alliierten übernahm die britische Royal Air Force den Flugplatz, die ihn als Advanced Landing Ground B-57 (ALG B-57) Lille/Wambrechies bezeichnete. Im September/Oktober 1944 lag hier ein Geschwader Spitfire Mk.IX, das 132. Wing mit vier fliegenden Staffeln, der 66., 127., 331. und 332. Squadron. (Die beiden letztgenannten Staffeln wurden von norwegischen Freiwilligen bemannt. Sie bilden noch heute das älteste Geschwader der Norwegischen Luftstreitkräfte, das 132. Luftving in Bodø).

## Heutige Nutzung
Heute ist der Flugplatz Lille-Marcq-en-Barœul ein ziviler Flugplatz, der lediglich zwei Graspisten besitzt und diversen Luftsportvereinen als Basis dient.